# Ippodromo del Mediterraneo
L'ippodromo del Mediterraneo è l'ippodromo sito nei pressi di Siracusa.

## Impianto
Ubicato vicino Cassibile, ai piedi del margine orientale dell'altopiano ibleo.
Si estende per 55 ettari e per le sue caratteristiche è considerato tra i migliori ippodromi d'Europa.

### Le piste
L'ippodromo del Mediterraneo comprende:
- 2 piste da galoppo in erba; larghezza media circa 30 m, sviluppo di 2.200 e 1.800 m circa, pendenza longitudinale massima del 2% circa, raggi di curvatura superiori ai 100 m.
- 1 pista da galoppo in sabbia; larghezza media 20 m, sviluppo di 1.650 m circa, pendenza longitudinale massima del 2%, raggi di curvatura dell'ordine di 80 m.
- 1 pista da trotto in sabbia; lunga 1400 m, curve raggi di 95 e 85 m, raccordate con clotoidi ai rettilinei, parametri studiati per permettere ai cavalli di raggiungere le massime velocità, pendenza trasversale massima del 3% in rettilineo e del 9%
- 1 pista in erba per le corse ed allenamenti in piano al galoppo e ad ostacoli; larghezza trasversale dell'ordine dei 20 m, con percorsi a sviluppo diversificato in funzione della competizione.
- 1 pista da galoppo per allenamento in sabbia; larghezza pari a 6 m e lunghezza 2.350 m circa
- 1 pista da galoppo per allenamento, in erba; lunghezza 2.300 m circa.

La pista da trotto, considerate le caratteristiche tecniche, è stata acclamata dagli addetti ai lavori come una delle piste più veloci d'Europa.

### Illuminazione
La sua illuminazione, per ampiezza della superficie illuminata e tecnologie utilizzate, è considerata tra le più grandi del mondo riservate a questo genere di sport: consiste in trenta torri faro (di altezza variabile da 25 a oltre 45 m), quasi 700 proiettori a ioduri metallici, di potenza pari a 2,2 kW ciascuno, per una potenza complessiva di alimentazione pari a 1500 kW.

Questo impianto assicura un grado di illuminazione ottimale in tutte le piste e consente lo svolgimento di manifestazioni anche notturne.

### Area per il pubblico
L'impianto è dotato di 2.000 posti auto, al suo interno vi sono un ristorante e un bar con vista panoramica sulle piste, una sala stampa, una sala regia, gradinate, tribune e terrazze che affacciano sulle piste per seguire le corse dei cavalli.
Accanto sorge una struttura turistico-alberghiera.

All'aperto vi è un altro ristorante, parco giochi, discoteca, centro sportivo, padiglioni contenenti bar e banconi-bar siti sulle terrazze, altre gradinate e tribune da dove assistere alle corse.

### Area per i tecnici
In una zona ubicata vicino alle piste si trovano le aree riservate ai servizi tecnici: sale per i commissari, boxes per i prelievi antidoping, servizio medico, veterinario, edificio d'infermeria.

### Area scuderie
Quest'area è dedicata all'accoglienza ed ai servizi per i cavalli e per il personale addetto.

Dotata di un accesso autonomo, l'area può contenere 650 cavalli, in box aggregati in padiglioni. Le scuderie sono dotate di selleria, depositi e servizi igienici per il personale. All'interno dell'area sono disponibili trottatoi, paddok e tondini di doma.

### Cronistoria dell'ippodromo del Mediterraneo

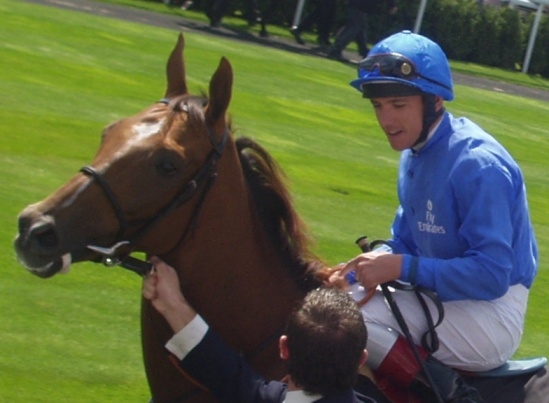
Lanfranco (Frankie) Dettori, uno dei fantini più famosi del mondo, nel 2005 ha disputato all'ippodromo del Mediterraneo tre corse, vincendone due

L'ippodromo del Mediterraneo è stato inaugurato l'8 dicembre 1995.
Quel giorno, davanti a un pubblico di oltre ventimila persone, sono scesi in pista fantini di fama mondiale come Lester Piggot, Willie Carson e John Riddle. La corsa più importante della giornata fu il “Gran Premio UNIRE“ che venne vinto dal cavallo “Lord Carmelo” montato dal fantino Willie Carson.
Il 23 ottobre 1996 viene disputata la prima corsa tris.

Nel 1997 l'ippodromo ospita il tradizionale “Carosello dei carabinieri” che viene seguito, nonostante piovesse tantissimo, da migliaia di spettatori.

Nel 2000 all'ippodromo del Mediterraneo viene inaugurata la corsa al "trotto". L'8 dicembre 2000 si corre la prima edizione del “Memorial Francesco Faraci” che diventa la corsa con la dotazione più alta, subito dopo l'evento più atteso è il tradizionale “Gran Premio UNIRE”.
Nel marzo del 2004 si disputa la tappa italiana della “Premio Fegentri World Cup Of Nations”. L'ippodromo siracusano ospiterà le successive tappe annuali italiane del Premio Fegentri World Cup Of Nations fino al 2007.

Nel 2005, il 6 gennaio, arriva a Siracusa Frankie Dettori, il fantino più amato dagli italiani, il quale offre, ai ventimila spettatori che lo applaudono, spettacolo e prova di grande professionalità ottenendo due vittorie e un secondo posto sulle tre corse disputate. Il 23 luglio 2005 si disputa il Gran Premio Federnat, la più prestigiosa corsa europea al trotto per dilettanti. L'8 dicembre 2005 l'ippodromo festeggia i dieci anni di attività con la disputa di due Listed Race: la sesta edizione del “Memorial Francesco Faraci”, vinto dal cavallo Los Bonitos montato da Marco Monteriso e la prima edizione del “Criterium del Mediterraneo vinto dal cavallo Miss Bikini montato da Fabio Branca.

Il 15 gennaio 2006 viene inaugurata la nuova “tribuna polifunzionale multipiano” che per caratteristiche e volumi è unica in Italia. Quel giorno all'ippodromo siracusano si svolge la prima edizione del Listed “Nastro d'oro di Sicilia” che tra i numerosi e conosciuti fantini italiani vede impegnati anche Michael Kinane e Olivier Peslier, sarà proprio quest'ultimo a vincere cavalcando Ira Funesta.

Il 2 giugno 2006 viene svolta nell'ippodromo di Siracusa la prova finale del Campionato Fantini del Mediterraneo 2006.

Tra il 2006 e il 2007 si svolge all'ippodromo del Mediterraneo una importante riunione di corse che vede impegnati cavalli e fantini d'alto livello.
L'ippodromo del Mediterraneo si sta inserendo sempre più nel panorama internazionale e di prestigio dello sport ippico. Nel 2011 ha ospitato un meeting internazionale di Galoppo, dove i membri dell'UIM (Unione ippica del Mediterraneo) si sono riuniti per disputare l'ultima tappa del Campionato Fantini del Mediterraneo, oltre la gara hanno anche discusso della precaria situazione che sta attraversando il mondo dell'equitazione; la crisi economica è entrata anche in questo settore, rendendo più difficile l'affluire di pubblico e i costi per portare avanti le varie corse.

In attesa di una buona ripresa socio-economica per questo sport, l'ippodromo del Mediterraneo continua la sua attività, proponendo sempre nuove gare e attenzione per i fatti riguardanti lo sviluppo ippico.

Nel gennaio 2013, l'ippodromo siracusano ha ospitato il Gran Galà Internazionale del Galoppo.